# カサール (カサール級駆逐艦)
カサール（フランス語：Cassard, D 614）は、フランス海軍のカサール級駆逐艦1番艦。艦名はジャック・カサール（fr:Jacques Cassard）に由来し、この名を受け継いだフランス軍艦は13代目に当たる。

## 艦歴
「カサール」は、DCNロリアン工廠で建造され1982年9月3日に起工、1985年2月6日に進水、1988年7月29日に就役する。
1987年5月21日にディジョンと命名都市の関係を結ぶ。「カサール」はトゥーロンに配備され航空母艦の護衛を主任務とし海洋における諸任務に当たる。
1999年のコソボ紛争におけるアライド・フォース作戦で「フォッシュ」の護衛のためアドリア海に、2003年および2006年の不朽の自由作戦で「R91 シャルル・ド・ゴール」空母戦闘群の一員としてインド洋に展開する。2006年7月にはレバノン侵攻に伴い避難民救援作戦（fr:Opération Baliste）のためレバノンに8月まで派遣される。
2008年4月4日に大西洋方面での演習に参加するためトゥーロンを出港し、一旦ブレストに立ち寄った後の5月上旬にアメリカ合衆国海軍とC2X合同演習に参加、「CVN-71 セオドア・ルーズベルト」との協同行動のほか、石油プラットフォームの保護訓練に参加する。5月27日にガスペに、同月29日にはケベック市に寄港し6月1日の300周年記念式典に参加、その後サンピエール島に寄港。同月下旬にはフォール・ド・フランスに寄港しカリブ海に展開する。10月から12月にかけてATM改修工事（arrêt technique majeur）がなされ、衛星通信アンテナなどが交換される。2009年10月にはレバノン・ベイルートへ友好訪問に赴く。